# Сьюдад-Куаутемок (Чьяпас)
Сьюдад-Куауте́мок (исп. Ciudad Cuauhtémoc) — приграничный город в Мексике, штат Чьяпас, входит в состав муниципалитета Фронтера-Комалапа. Численность населения, по данным переписи 2020 года, составила 2788 человек.

## Общие сведения
Название Cuauhtémoc дано в память о последнем правителе Теночтитлана — Куаутемоке, и его имя с астекского языка можно перевести как пикирующий орёл.
Город находится на границе с Республикой Гватемала. В нём расположен погранпереход в гватемальский город Ла-Месилья.
Город был основан 18 ноября 1943 года как конечная точка мексиканской части панамериканского шоссе, которое было построено к 1950 году, при этом была поглощена деревня Эль-Окоталь, основанная в доиспанский период.